# Gregorio Vilatela Abad
Gregorio Vilatela Abad. (Villel, 9 de maig de 1885 - Saragossa, 10 d'agost de 1936) fou un polític i advocat criminalista aragonès.

## Biografia
Llicenciat en Filosofia i Lletres i en Dret per la Universitat Central de Madrid. Es va establir com a advocat a Terol. Durant la dictadura de Primo de Rivera va ser diputat provincial, integrant-se aviat en els moviments republicans terolencs al final del regnat d'Alfons XIII. Va formar part del Comitè de la Conjunció Republicano-Socialista, i fou escollit Diputat a les Corts Constituents de 1931 que redactarien la Constitució de la Segona República. Després va seguir un llarg periple d'ubicació política: es va incorporar en el Partit Republicà Radical Socialista; després el 1933, va seguir Marcel·lí Domingo i Sanjuán en l'escissió del partit, sent cofundador del Partit Radical Socialista Independent, per passar després a Izquierda Republicana. Fins a 1933 va dirigir el trisetmanari República, fundat el 31 de maig de 1931, òrgan d'expressió de la Conjunció a Terol.
A les eleccions de 1936, de nou va ser elegit diputat per la província de Terol en les llistes del Front Popular,
Després del cop d'estat del 18 de juliol de 1936 que va donar lloc a la Guerra Civil, va ser detingut a Terol, traslladat a Saragossa i afusellat allí per les tropes franquistes.